# Alfons Bronarski
Alfons Amadeusz Bronarski (ur. 13 marca 1891 w Tłumaczu, zm. 11 maja 1965 we Fryburgu) – polski historyk i filolog.

## Życiorys
Syn radcy rządowego Juliusza Bronarskiego i Marii z Nikischów, jego bratem był Ludwik Bronarski. Od 1902 uczył się w IV Gimnazjum we Lwowie, po złożeniu egzaminu dojrzałości w czerwcu 1910 wyjechał do Wiednia. Studiował na Uniwersytecie filologię i literaturę romańską, germańską i słowiańską, w 1914 uzyskał magisterium i przeniósł się na Uniwersytet we Fryburgu, gdzie kontynuował studia doktoranckie. W 1918 uzyskał stopień doktora, od 1920 pracował jako sekretarz w Redakcji Wydawnictw Encyklopedycznych o Polsce Wydziału Narodowego Polskiego w Ameryce z siedzibą we Fryburgu, a następnie w Genewie. W 1924 wyjechał do Paryża, gdzie na tamtejszym uniwersytecie rok później został profesorem języka francuskiego. Alfons Bronarski był poliglotą, biegle władał francuskim niemieckim, angielskim i włoskim. Od 1927 był kierownikiem Biura Prasowego w Poselstwie RP w Bernie i gdzie równocześnie kierował działem propagandy. W grudniu 1935 został attaché prasowym poselstwa i zajmował to stanowisko przez dziesięć lat, odwołano go w związku ze zmianami ustrojowymi w Polsce. Równolegle do pracy dyplomatycznej od roku akademickiego 1929/1930 był wykładowcą filologii polskiej na Uniwersytecie w Neuchâtel. Wykłady obejmowały relacje intelektualne pomiędzy Szwajcarią a Polską w ujęciu historycznym, historię Polski, historię języka polskiego w zarysie oraz podstawowy kurs języka polskiego. W 1938 w uznaniu zasług dla Uniwersytetu nadano Alfonsowi Bronarskiemu tytuł profesora nadzwyczajnego. W 1944 otrzymał mianowanie na "chargé de cours" na Uniwersytecie we Fryburgu przy Katedrze Języków i Literatur Słowiańskich, równocześnie kontynuował prowadzenie wykładów na Uniwersytecie w Neuchâtel. W latach 1940–1945 był delegatem poselstwa polskiego rządu na uchodźstwie w Bernie przy organizacji trzech obozów uniwersyteckich - w Winterthurze, Fryburgu i Herisau oraz Liceum Polskiego działającego w Wetzikonie. Uczniami i studentami byli polscy żołnierze 2 Dywizji Strzelców Pieszych internowani w Szwajcarii w 1940. Uczestniczył w posiedzeniach Rady Naukowej obozu w Wintenturze oraz członkiem komisji do spraw  egzaminów dojrzałości w liceum wetzikońskim. W latach 1951–1958 pełnił funkcję prezesa Związku Organizacji Polskich w Szwajcarii, później był jego prezesem honorowym. Pod koniec życia zaangażował się w działalność społeczną, uczestniczył w organizacji uroczystości w rocznice śmierci Tadeusza Kościuszki, a w latach 1963–1964 zorganizował w Szwajcarii obchody 600-lecia powstania Uniwersytetu Jagiellońskiego. Członek Polskiego Towarzystwa Naukowego na Obczyźnie.
Zmarł w 1965, spoczywa na Cimetière de Bourguillon we Fryburgu.

## Praca wydawnicza
W latach 1927–1930 publikował broszurę w języku francuskim o stosunkach polsko-szwajcarskich. Był autorem licznych artykułów i notatek dotyczących spraw polskich, które publikowano w czołowych dziennikach szwajcarskich. Do najważniejszych publikacji Alfonsa Bronarskiego zalicza się Les realtione entre „Qvo vadis” d’Henri Sienkiewicz et les littératures romanes (en polonais) wydane w Poznaniu w 1926 oraz Relations intellectuelles entre la Suisse et la Pologne w Warszawie w 1930. W 1945 w Lozannie wydano L’Italie et la Pologne Au cours de siecles oraz pracę na temat poematu Juliusza Słowackiego „W Szwajcarii” i jego geneza. W 1951 był autorem przyczynek do dziejów twórczości tego poety opublikowany w Londynie w Księdze Zbiorowej wydanej w stulecie śmierci.

## Odznaczenia
- Srebrny Krzyż Zasługi (1935)
- Srebrny Wawrzyn Akademicki (4 listopada 1937)[3]
- Srebrna Odznaka Honorowa Stowarzyszenia Kombatantów Polskich w Londynie (1959)